# FLWM
FLWM窗口管理器（Fast Light Window Manager）是堆叠式窗口管理器，它是用C++语言写成并按照GNU通用公共许可证下发行。FLWM是Tiny Core Linux的缺省窗口管理器。

## 特征
FLWM窗口管理器的特征包括：
- 小容量（i386: 43.6 kB打包, 156.0 kB安装, ia64: 58.1 kB打包, 216.0 kB安装）[3]。
- 堆叠式窗口。
- 用C++语言写成。
- 在GNU通用公共许可证条款下可自由重新发行。
- 基于FLTK工具箱。
- 窗口装饰包括边界和垂直标题栏。
- 粗率聚焦以及点击聚焦（没有自动前置）。
- 多重桌面。
- 经由菜单或通过键盘导航的桌面切换。
- 不支持主题。颜色可通过命令行参数定制。

## 引用
1. ↑  .   [2019-11-06]. （原始内容存档于2019-03-22）.